# Оновей
Оновей (англ. Onoway) — містечко в Канаді, у провінції Альберта, у складі муніципального району Лак-Сент-Анн.

## Населення
За даними перепису 2016 року, містечко нараховувало 1029 осіб, показавши скорочення на 1,0%, порівняно з 2011-м роком. Середня густина населення становила 310,3 осіб/км².
З офіційних мов обидвома одночасно володіли 20 жителів, тільки англійською — 1 010. Усього 55 осіб вважали рідною мовою не одну з офіційних, з них 10 — одну з корінних мов, а 10 — українську.
Працездатне населення становило 460 осіб (63,9% усього населення), рівень безробіття — 8,7% (5,8% серед чоловіків та 10% серед жінок). 87% осіб були найманими працівниками, а 10,9% — самозайнятими.
Середній дохід на особу становив $58 249 (медіана $37 461), при цьому для чоловіків — $69 486, а для жінок $45 585 (медіани — $55 509 та $21 792 відповідно).
32,9% мешканців мали закінчену шкільну освіту, не мали закінченої шкільної освіти — 26,6%, 41,3% мали післяшкільну освіту, з яких 28,8% мали диплом бакалавра, або вищий.
| Статево-вікова структура населення | Статево-вікова структура населення | Статево-вікова структура населення | Статево-вікова структура населення | Статево-вікова структура населення |
| ---------------------------------- | ---------------------------------- | ---------------------------------- | ---------------------------------- | ---------------------------------- |
|                                    |                                    |                                    |                                    |                                    |
| Всього                             | Всього                             | 49,5%50,5%                         |                                    |                                    |
| 0 — 14 років                       | 0 — 14 років                       |                                    | 18,8%                              | 18,8%                              |
| 15 — 64 років                      | 15 — 64 років                      |                                    | 63,3%                              | 63,3%                              |
| 65 і більше                        | 65 і більше                        |                                    | 17,9%                              | 17,9%                              |
| 85 і більше                        | 85 і більше                        |                                    | 4,3%                               | 4,3%                               |
| Середній вік (років)               | Середній вік (років)               | 41,141,8                           | 41,5                               | 41,5                               |
| Медіана (років)                    | Медіана (років)                    | 41,741,6                           | 41,7                               | 41,7                               |
| — чоловіки — жінки                 |                                    |                                    |                                    |                                    |

| Походження мешканців:     | Походження мешканців:     | Походження мешканців: | Походження мешканців: | Походження мешканців: |
| ------------------------- | ------------------------- | --------------------- | --------------------- | --------------------- |
| Походження                |                           |                       | осіб                  | %                     |
| Корінні американці        | Корінні американці        |                       | 90                    | 8.75%                 |
| Інше північноамериканське | Інше північноамериканське |                       | 380                   | 36.93%                |
| Європейське               | Європейське               |                       | 710                   | 69%                   |
| британське                | британське                |                       | 450                   | 43.73%                |
| французьке                | французьке                |                       | 125                   | 12.15%                |
| українське                | українське                |                       | 105                   | 10.2%                 |
| Латинськоамериканське     | Латинськоамериканське     |                       | 25                    | 2.43%                 |
| Африканське               | Африканське               |                       | 15                    | 1.46%                 |
| Азійське                  | Азійське                  |                       | 35                    | 3.4%                  |

| Зайнятість населення за галузями (за класифікацією NOC): | Зайнятість населення за галузями (за класифікацією NOC): | Зайнятість населення за галузями (за класифікацією NOC): | Зайнятість населення за галузями (за класифікацією NOC): | Зайнятість населення за галузями (за класифікацією NOC): |
| -------------------------------------------------------- | -------------------------------------------------------- | -------------------------------------------------------- | -------------------------------------------------------- | -------------------------------------------------------- |
|                                                          |                                                          |                                                          |                                                          |                                                          |
| Управління                                               | Управління                                               |                                                          | 8,9%                                                     | 8,9%                                                     |
| Бізнес, фінанси та адміністрування                       | Бізнес, фінанси та адміністрування                       |                                                          | 11,1%                                                    | 11,1%                                                    |
| Природничі та прикладні науки                            | Природничі та прикладні науки                            |                                                          | 5,6%                                                     | 5,6%                                                     |
| Охорона здоров'я                                         | Охорона здоров'я                                         |                                                          | 2,2%                                                     | 2,2%                                                     |
| Освіта, правозахист, муніципальні та урядові служби      | Освіта, правозахист, муніципальні та урядові служби      |                                                          | 6,7%                                                     | 6,7%                                                     |
| Роздрібна торгівля та послуги                            | Роздрібна торгівля та послуги                            |                                                          | 23,3%                                                    | 23,3%                                                    |
| Гуртова торгівля, транспорт та обладнання                | Гуртова торгівля, транспорт та обладнання                |                                                          | 35,6%                                                    | 35,6%                                                    |
| Природні ресурси, сільське господарство                  | Природні ресурси, сільське господарство                  |                                                          | 2,2%                                                     | 2,2%                                                     |
| Виробництво                                              | Виробництво                                              |                                                          | 5,6%                                                     | 5,6%                                                     |

## Клімат
Середня річна температура становить 2,6°C, середня максимальна – 20,9°C, а середня мінімальна – -20°C. Середня річна кількість опадів – 491 мм.
| Клімат поселення                              | Клімат поселення | Клімат поселення | Клімат поселення | Клімат поселення | Клімат поселення | Клімат поселення | Клімат поселення | Клімат поселення | Клімат поселення | Клімат поселення | Клімат поселення | Клімат поселення | Клімат поселення |
| Показник                                      | Січ.             | Лют.             | Бер.             | Квіт.            | Трав.            | Черв.            | Лип.             | Серп.            | Вер.             | Жовт.            | Лист.            | Груд.            |                  |
| Середній максимум, °C                         | −6,7             | −3,22            | 2,04             | 10,34            | 16,57            | 20,54            | 20,91            | 20,35            | 15,19            | 9,98             | 0,32             | −5,22            |                  |
| Середня температура, °C                       | −13,37           | −9,89            | −4,62            | 3,68             | 9,89             | 13,88            | 15,94            | 15,36            | 10,20            | 5,00             | −4,68            | −10,22           |                  |
| Середній мінімум, °C                          | −20,02           | −16,55           | −11,29           | −2,99            | 3,23             | 7,21             | 10,94            | 10,36            | 5,22             | 0,01             | −9,67            | −15,21           |                  |
| Норма опадів, мм                              | 24               | 17               | 18               | 26               | 49               | 84               | 95               | 68               | 44               | 25               | 20               | 21               |                  |
| Середньомісячна швидкість вітру, м/с          | 3.20             | 3.40             | 3.40             | 3.60             | 3.60             | 3.20             | 3.00             | 2.80             | 3.00             | 3.40             | 3.20             | 3.20             |                  |
| Середньомісячна сонячна радіація, кДж/м²·день | 3351             | 6827             | 12145            | 17192            | 20502            | 22047            | 22103            | 18476            | 12539            | 7398             | 3688             | 2437             |                  |
| --------------------------------------------- | ---------------- | ---------------- | ---------------- | ---------------- | ---------------- | ---------------- | ---------------- | ---------------- | ---------------- | ---------------- | ---------------- | ---------------- | ---------------- |
| Джерело:                                      |                  |                  |                  |                  |                  |                  |                  |                  |                  |                  |                  |                  |                  |